# Потери самолётов США над Северным Вьетнамом (март—апрель 1967)
В данном списке перечислены американские самолёты, потерянные при выполнении боевых заданий над Северным Вьетнамом в ходе Вьетнамской войны в период с марта по апрель 1967 года. Приведены только потери, удовлетворяющие следующим условиям:
- потеря является безвозвратной, то есть самолёт уничтожен или списан из-за полученных повреждений;
- потеря понесена по боевым или небоевым причинам в регионе Юго-Восточной Азии (включая Северный Вьетнам, Южный Вьетнам, Лаос, Камбоджу, Таиланд, Японию, Китай) и связана с боевыми операциями против Северного Вьетнама (Демократической Республики Вьетнам);
- потерянный самолёт состоял на вооружении Военно-воздушных сил, Военно-морских сил, Корпуса морской пехоты или Армии Соединённых Штатов Америки;
- потеря произошла в период между 1 марта и 30 апреля 1967 года.

Список составлен на основе открытых источников. Приведённая в нём информация может быть неполной или неточной, а также может не соответствовать официальным данным министерств обороны США и СРВ. Тем не менее, в нём перечислены почти все самолёты, члены экипажей которых погибли или попали в плен. Неполнота связана в основном с теми самолётами, члены экипажей которых были эвакуированы поисково-спасательными службами США, а также с самолётами, потерянными вне пределов Северного Вьетнама (в этом случае не всегда возможно определить, была ли потеря связана с операциями именно против этой страны).
Список не затрагивает потери американской авиации, понесённые в операциях против целей на территории Южного Вьетнама, Лаоса и Камбоджи. Список составлялся без использования данных монографии Кристофера Хобсона «Vietnam Air Losses».

## Краткая характеристика периода
В марте—апреле 1967 года американская авиация продолжала бомбардировки Северного Вьетнама в рамках операции Rolling Thunder. В этот период произошла значительная эскалация боевых действий. 10—11 марта впервые был нанесён авиаудар по металлургическому заводу в Тэйнгуен — крупнейшему предприятию тяжёлой промышленности Северного Вьетнама. В апреле состоялся первый налёт на гавань Хайфона. В то же время ВВС ДРВ пришли в себя после тяжёлых январских потерь и резко активизировали свои действия, что заставило администрацию США впервые дать разрешение на бомбардировку северовьетнамских аэродромов, до сих пор являвшихся запретными целями для американской авиации.

## Потери

### Март
- 3 марта 1967 — F-4C «Фантом» II (сер. номер 63-7656, 497-я тактическая истребительная эскадрилья ВВС США). Сбит над провинцией Куанг-Бинь. Оба члена экипажа погибли.
- 7 марта 1967 — F-8E «Крусейдер» (ВМС США). Упал в Тонкинский залив по неизвестной причине. Пилот погиб.
- 8 марта 1967 — A-3B «Скайуорриор» (номер 144627, 4-я тяжёлая штурмовая эскадрилья ВМС США). Пропал над Тонкинским заливом, предположительно сбит. Все 3 члена экипажа считаются погибшими.
- 9 марта 1967 — RA-5C «Виджилент» (номер 151627, 13-я тяжёлая разведывательная эскадрилья ВМС США). Сбит огнём с земли севернее Тханьхоа. Один член экипажа спасён, другой погиб.
- 10 марта 1967 — F-105F «Уайлд Уизл» II (сер. номер 63-8335, 354-я тактическая истребительная эскадрилья ВВС США). Сбит зенитным огнём в районе Тэйнгуен. Оба члена экипажа попали в плен.
- 10 марта 1967 — F-4C «Фантом» II (сер. номер 63-7653, 433-я тактическая истребительная эскадрилья ВВС США). Подбит зенитным огнём в районе Тэйнгуен, упал возле вьетнамо-лаосской границы. Оба члена экипажа спасены.
- 10 марта 1967 — F-4C «Фантом» II (сер. номер 64-0839, 433-я тактическая истребительная эскадрилья ВВС США). Подбит зенитным огнём в районе Тэйнгуен, упал возле вьетнамо-лаосской границы. Оба члена экипажа спасены.
- 11 марта 1967 — F-105D «Тандерчиф» (сер. номер 60-0443, 333-я тактическая истребительная эскадрилья ВВС США). Сбит зенитным огнём в районе Тэйнгуен. Пилот попал в плен.
- 11 марта 1967 — F-105D «Тандерчиф» (сер. номер 62-4261, 357-я тактическая истребительная эскадрилья ВВС США). Сбит ЗРК в районе Тэйнгуен. Пилот катапультировался и погиб при невыясненных обстоятельствах.
- 11 марта 1967 — F-105D «Тандерчиф» (сер. номер 60-0506, 354-я тактическая истребительная эскадрилья ВВС США). Сбит зенитным огнём в районе Тэйнгуен. Пилот попал в плен.
- 11 марта 1967 — A-4E «Скайхок» (номер 151108, 192-я штурмовая эскадрилья ВМС США). Сбит ЗРК. Пилот попал в плен.
- 12 марта 1967 — RF-4C «Фантом» II (11-я тактическая разведывательная эскадрилья ВВС США). Сбит зенитным огнём над провинцией Хоа-Бинь. Один из членов экипажа попал в плен, другой погиб (возможно, в плену).
- 15 марта 1967 — F-8C «Крусейдер» (ВМС США). Потерян в районе острова Хон-Ме, возможно, сбит зенитным огнём. Пилот погиб.
- 24 марта 1967 — A-6A «Интрудер» (номер 151587, 85-я штурмовая эскадрилья ВМС США). Пропал после выполнения боевого задания, возможно, сбит. Оба члена экипажа погибли.
- 26 марта 1967 — F-4C «Фантом» II (сер. номер 64-0849, 433-я тактическая истребительная эскадрилья ВВС США). Сбит в районе Хоалак, по американским данным — зенитным огнём или ЗРК, по вьетнамским — истребителем МиГ-17. Оба члена экипажа попали в плен.
- 27 марта 1967 — A-4C «Скайхок» (номер 148519, 112-я штурмовая эскадрилья ВМС США). Пропал после удара по наземной цели. Пилот погиб.
- 31 марта 1967 — F-105D «Тандерчиф» (сер. номер 59-1745, 421-я тактическая истребительная эскадрилья ВВС США). Сбит зенитным огнём северо-восточнее Винь. Пилот спасён.

### Апрель
- 2 апреля 1967 — F-105D «Тандерчиф» (сер. номер 60-0426, 13-я тактическая истребительная эскадрилья ВВС США). Сбит зенитным огнём северо-западнее Донгхой. Пилот попал в плен.
- 8 апреля 1967 — F-4B «Фантом» II (номер 152978, 96-я истребительная эскадрилья ВМС США). Сбит зенитным огнём. Оба члена экипажа спасены.
- 14 апреля 1967 — F-105D «Тандерчиф» (сер. номер 60-0447, 357-я тактическая истребительная эскадрилья ВВС США). Сбит зенитным огнём в районе Дьен-Бьен-Фу. Пилот спасён.
- 17 апреля 1967 — A-6A «Интрудер» (номер 152609, 242-я всепогодная штурмовая эскадрилья Корпуса морской пехоты США). Потерян во время атаки цели, возможно, сбит зенитным огнём. Оба члена экипажа погибли.
- 19 апреля 1967 — F-105F «Уайлд Уизл» II (сер. номер 63-8341, 357-я истребительная эскадрилья ВВС США). Сбит в районе Суойрат предположительно истребителем МиГ-17. Оба члена экипажа попали в плен.
- 19 апреля 1967 — A-1E «Скайрейдер» (сер. номер 52-133905, 602-я эскадрилья специальных операций ВВС США). Сбит над Суойрат, по вьетнамским данным — истребителем МиГ-17. Пилот погиб.
- 24 апреля 1967 — F-4B «Фантом» II (номер 153000, 114-я истребительная эскадрилья ВМС США). Подбит в районе Кеп зенитным огнём по американским данным или истребителем МиГ-17 по вьетнамским, упал в Тонкинский залив. Оба члена экипажа спасены.
- 24 апреля 1967 — F-4C «Фантом» II (433-я тактическая истребительная эскадрилья ВВС США). Сбит в районе Ханоя. Оба члена экипажа погибли.
- 24 апреля 1967 — A-6A «Интрудер» (номер 152589, 85-я штурмовая эскадрилья ВМС США). Сбит зенитным огнём в районе Кеп. Оба члена экипажа попали в плен.
- 24 апреля 1967 — F-8C «Крусейдер» (24-я истребительная эскадрилья ВМС США). Сбит зенитным огнём в районе Хонгай. Пилот катапультировался и погиб при невыясненных обстоятельствах.
- 25 апреля 1967 — A-4C «Скайхок» (номер 147799, 76-я штурмовая эскадрилья ВМС США). Сбит истребителем МиГ-17 южнее Хайфона. Пилот попал в плен.
- 25 апреля 1967 — A-4E «Скайхок» (номер 151102, 212-я штурмовая эскадрилья ВМС США). Сбит ЗРК по американским данным или истребителем по вьетнамским. Пилот спасён.
- 25 апреля 1967 — F-105D «Тандерчиф» (сер. номер 62-4294, 354-я тактическая истребительная эскадрилья ВВС США). Сбит зенитным огнём севернее Ханоя. Пилот попал в плен и умер от полученных при катапультировании травм.
- 26 апреля 1967 — A-4E «Скайхок» (номер 151073, 192-я штурмовая эскадрилья ВМС США). Сбит ЗРК в районе Хайфона. Пилот погиб, посмертно удостоен Медали Почёта.
- 26 апреля 1967 — A-4E «Скайхок» (номер 152076, 192-я штурмовая эскадрилья ВМС США). Подбит в районе Хайфона, упал в Тонкинский залив. Пилот спасён.
- 26 апреля 1967 — F-105F «Уайлд Уизл» II (сер. номер 63-8277, 333-я тактическая истребительная эскадрилья ВВС США). Сбит ЗРК западнее Тэйнгуен. Один из членов экипажа попал в плен, другой погиб.
- 26 апреля 1967 — F-105D «Тандерчиф» (сер. номер 58-1153, 469-я тактическая истребительная эскадрилья ВВС США). Сбит зенитным огнём. Пилот погиб.
- 28 апреля 1967 — F-105D «Тандерчиф» (сер. номер 58-1151, ВВС США). Потерян над провинцией Нгия-Ло, по американским данным, сбит истребителем МиГ-21, вьетнамские данные это не подтверждают. Пилот погиб.
- 29 апреля 1967 — F-4C «Фантом» II (сер. номер 64-0670, 389-я тактическая истребительная эскадрилья ВВС США). Сбит зенитным огнём западнее Ханоя. Один из членов экипажа попал в плен, другой погиб.
- 29 апреля 1967 — RF-4C «Фантом» II (сер. номер 65-0872, 11-я тактическая разведывательная эскадрилья ВВС США). Столкнулся с землёй в ночном вылете, пытаясь уйти из зоны действия радара ЗРК. Один из членов экипажа попал в плен, другой погиб.
- 30 апреля 1967 — F-105D «Тандерчиф» (сер. номер 59-1726, 354-я тактическая истребительная эскадрилья ВВС США). Сбит западнее Ханоя истребителем МиГ-21. Пилот попал в плен.
- 30 апреля 1967 — F-105D «Тандерчиф» (сер. номер 61-0130, 333-я тактическая истребительная эскадрилья ВВС США). Сбит западнее Ханоя истребителем МиГ-21. Пилот попал в плен.
- 30 апреля 1967 — F-105F «Уайлд Уизл» II (сер. номер 62-4447, 357-я тактическая истребительная эскадрилья ВВС США). Сбит западнее Ханоя истребителем МиГ-21. Оба члена экипажа попали в плен.

## Общая статистика
По состоянию на 21 марта 2025 года в списке перечислены следующие потери:
| Самолёты            | #  |
| A-1                 | 1  |
| A-3                 | 1  |
| A-4                 | 6  |
| A-6                 | 3  |
| F-4                 | 10 |
| F-8                 | 3  |
| F-105               | 15 |
| RA-5C               | 1  |
| Итого: 40 самолётов |    |

Эти данные не являются полными и могут меняться по мере дополнения списка.